# セカンドレベルドメイン
セカンドレベルドメイン（Second-level domain）とは、トップレベルドメイン以下に属しているドメイン名のこと。略称はSLD。例えばwikipedia.orgの場合、「wikipedia」が「.org」と言うトップレベルドメインに属しているセカンドレベルドメイン名、となる。

## 国際化ドメイン名
このセカンドレベルドメインには、国際化ドメイン名と言って、英数字以外の文字列を登録することも出来る。例えば味の素の場合、国際化ドメイン名を使わない通常のドメイン名の場合 http://www.ajinomoto.co.jp/ となるが、国際化ドメイン名を使って http://味の素.jp/ と入力しても表示される。この国際化ドメイン名は.jp以外にも、.cnや.hkなどですでに実用化されている。ただし、国際化ドメイン名を利用する際には対応したブラウザを使用する必要がある（→国際化ドメイン名#対応しているブラウザ等参照）。
日本では、特に日本語でのセカンドレベルドメインのことを「日本語ドメイン名」と呼ぶ。

## ccSLD
日本レジストリサービスを含むいくつかのレジストリにおいては、ドメイン登録者の属性を表すためにセカンドレベルドメインを用いている。この場合、例えば「jp」トップレベルドメインに属する「ne」セカンドレベルドメインは、ドメイン登録者がネットワークサービスであることを示し、「ac」セカンドレベルドメインは教育機関であることを示す。このようなセカンドレベルドメインをccSLDと呼ぶ。